# Estación de Oakville
Oakville es una estación de tren en Oakville, Ontario, Canadá. La estación una parada del servicio de tren de la línea Lakeshore West de GO y, hasta octubre de 2007, sirvió como terminal occidental para el servicio de fin de semana. 
De lunes a viernes, una rama del servicio de autobús Highway 407 GO, que conecta con el Colegio Sheridan, la terminal de autobuses Square One, la estación Bramalea y la terminal de autobuses Highway 407, termina en esta estación. Aparte de Union Station, Oakville es la estación más transitada de la red de GO Transit por volumen de pasajeros.
Cuenta con rutas interurbanas Via Corridor entre Windsor y Toronto, y el servicio conjunto Amtrak-Via Maple Leaf entre la ciudad de Nueva York y Toronto.

## Historia
El Grand Trunk Railway fue importante para el desarrollo de Oakville porque era el principal vínculo de transporte de mercancías y personas hacia Toronto o Hamilton, y más allá. La estación del Great Western Railway original se construyó aquí en 1856, en el mismo sitio que las actuales estaciones VIA y GO.

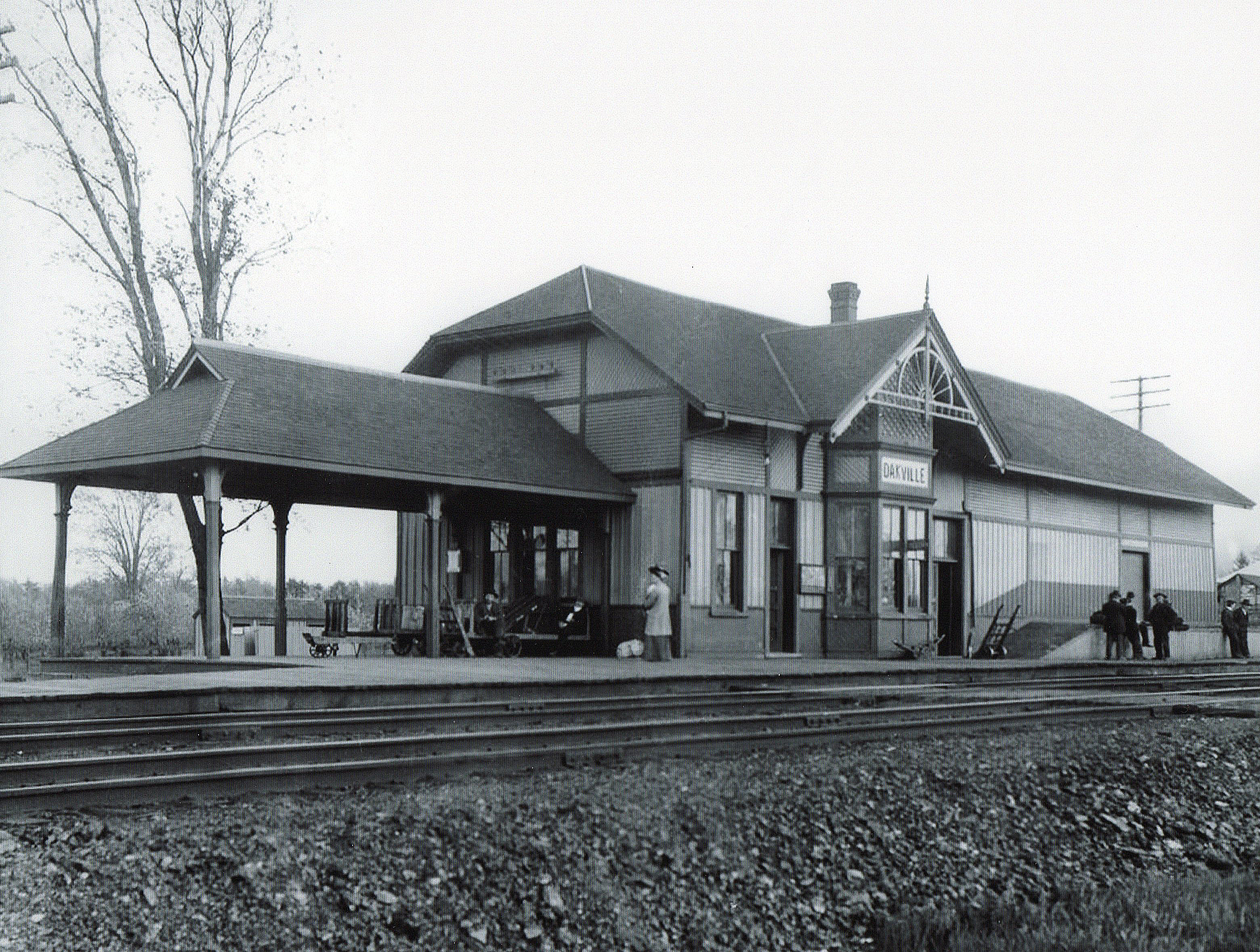
Antigua estación en 1920

El Great Western Railway fue comprado en 1882 por Grand Trunk Railway, que fue absorbido por el Canadian National Railway en 1920.
Entre 2009 y 2012, las mejoras en la línea Lakeshore West agregaron una tercera vía principal que requirió la demolición de la estación Via Rail y la construcción de un nuevo edificio totalmente accesible.
Se mejoró el acceso de vehículos y se creó un área cubierta para dejar y recoger a los pasajeros con más de 1.000 nuevos espacios de estacionamiento agregados en una nueva estructura de estacionamiento de seis pisos. Las marquesinas de autobús fueron reemplazadas por marquesinas con calefacción en la primavera de 2015.
En 2018, Fortinos firmó un acuerdo con Metrolinx para tener un quiosco PC Express y una camioneta en esta estación para pedidos en línea.

## Conexión de rutas de autobús
Las líneas de autobús que llegan a la estación son los siguientes:

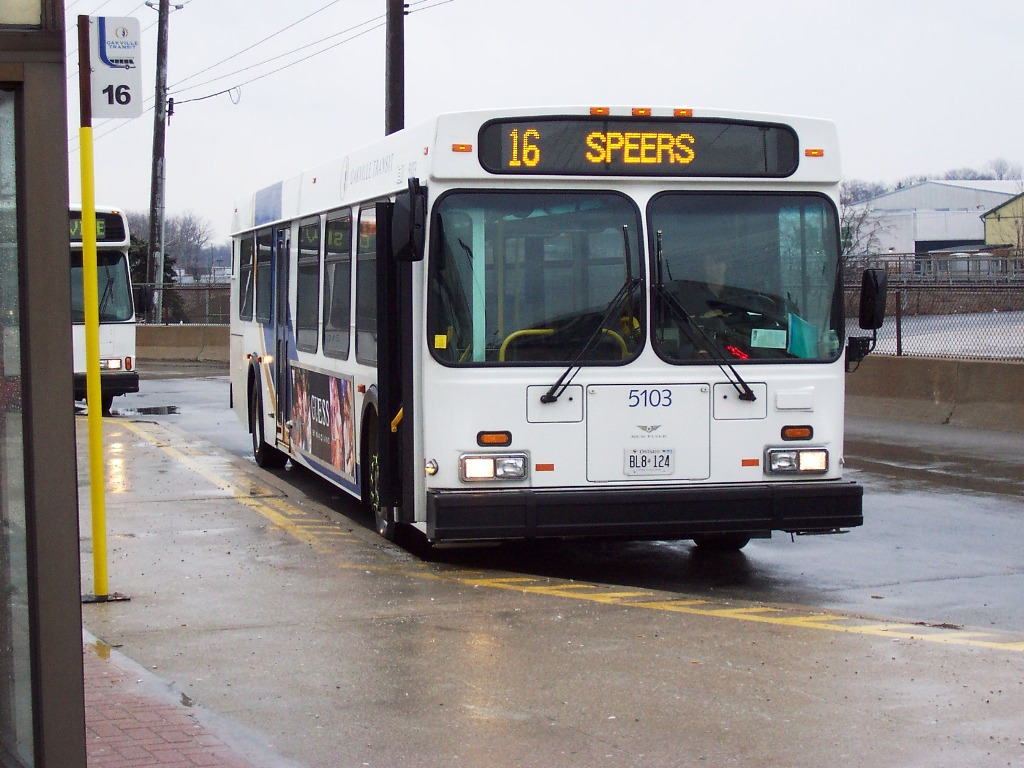
Autobús de Oakville Transit en la parada de la estación en el 2006

### Oakville Transit
- 4 Speers-Cornwall
- 5/5A Dundas
- 10 West Industrial (peak service only)
- 11 Linbrook
- 13 Westoak Trails
- 14/14A Lakeshore West
- 15 Bridge
- 18 Glen Abbey South
- 19 River Oaks
- 20 Northridge
- 24 South Common
- 26 Falgarwood
- 28 Glen Abbey North
- 120 East Industrial (peak service only)
- 121 Southeast Industrial (peak service only)
- 190 River Oaks Express (peak service only)

### GO Transit
- 18 Lakeshore West
- 56 Hwy 407 West